# 格莱美奖年度制作
葛萊美獎年度製作（英語：Grammy Award for Record of the Year）是美國國家錄音藝術與科學研究院頒發的獎項，意在“獎勵唱片工業中取得的藝術成就、技術成果和整體的卓越貢獻，而不考慮銷量和榜單成績”。年度製作是該獎四個最重要獎項之一（另三個分別為年度專輯、年度歌曲和最佳新人），自1959年第1屆葛萊美獎起開始頒發。根據葛萊美獎說明指南：
“本獎項頒給商業釋出的新聲樂或器樂單曲或曲目。對於前一年的專輯中的曲目，如果該曲目從未入圍，且該專輯從未獲獎，則它具有入圍資格。除了歌手外，也頒給獲獎作品的製作人、錄音工程師、混音師和母帶工程師。”